# Pointe-Fortune
Pointe-Fortune, antes también conocido como Petites-Écorces y Petit-Carillon, es un municipio de pueblo de la provincia de Quebec en Canadá. Es una de los municipios que conforman el municipio regional de condado de Vaudreuil-Soulanges en la región de Vallée-du-Haut-Saint-Laurent en Montérégie.

## Geografía
Pointe-Fortune se encuentra ubicada en la frontera con la provincia de Ontario por la orilla sur del río Ottawa y del lago de las Dos Montañas, 65 kilómetros al oeste de Montreal. Los municipios vecinos son Rigaud al este e al sur, así como Hawkesbury Este en los condados unidos de Prescott-Russell al oeste. En la margen opuesta está ubicado el pueblo de Carillon en Saint-André-d'Argenteuil. La superficie total del municipio es de 9,54 km², de los cuales 7,88 km² son tierra firme.

## Urbanismo
La autopista 40 (Carretera transcanadiense) comunica Pointe-Fortune a Montreal y Ottawa. La carretera 342, rural, va a Rigaud aunque el chemin des Outaouais atraviesa el pueblo. El transbordador Pointe-Fortune-Carillon permite ir al pueblo de Carillon en el municipio de Saint-André-d'Argenteuil.

## Historia
El territorio de Pointe-Fortune fue ubicado en el señorío de Rigaud, concedido en 1732. Hacia 1750, los señores François-Pierre de Rigaud de Vaudreuil y Pierre de Rigaud de Vaudreuil dirigían el comercio de pieles en este lugar. La oficina de correos de Point Fortune abrió en 1851. El municipio de pueblo de Pointe-Fortune fue constituido en 1880. El origen del topónimo del municipio no es claro; aunque la parte Pointe designa la punta terrestre por el lago, el nombre Fortune honraría, según Pierre-Georges Roy, el colonel William Fortune, que vivió al fin del siglo XVIII en Chatham (Argenteuil) o, según Hormisdas Magnan, Joseph Fortune, miliciano y apeador del siglo XIX. En 1904, la parroquia católica de Saint-François-Xavier-de-Pointe-Fortune fue creada por derecho canónico.

## Política
Pointe-Fortune está incluso en el MRC de Vaudreuil-Soulanges. El consejo municipal está compuesto por seis consejeros sin división territorial. El alcalde actual (2015) es Jean-Pierre Daoust desde 2009.
|            | 2005-2009 | 2009-2013 | 2013-2017                                                                                          |
| Alcalde    | Davio Doughty | Jean-Pierre Daoust | Jean-Pierre Daoust                                                                                 |
| Consejeros | Lorraine Auerbach Chevrier François Bélanger** Robert Clément Hélène Cousineau-Pilon Berthe D'Amour-Lacelle* Georges Macdonald Michel Séguin | Lorraine Auerbach Chevrier François Bélanger Christiane Berniquez** Hélène Cousineau-Pilon Gilles Deschamps Sheldon Normand* Marc Roussel* Jean Roy** | François Bélanger Christiane Berniquez Hélène Cousineau-Pilon Alain Déry Gilles Deschamps Jean Roy |

* Consejero al inicio del termo pero no al fin.  ** Consejero al fin del termo pero no al inicio.
Pointe-Fortune está ubicado en la circunscripción electoral de Soulanges a nivel provincial y de Vaudreuil-Soulanges a nivel federal.

## Demografía
Según el censo de Canadá de 2011, había 542 personas residiendo en este pueblo con una densidad de población de 64,9 hab./km². Los datos del censo mostraron que de las 507 personas en 2006, en 2011 el cambio poblacional fue un aumento de 35 habitantes (6,9%). El número total de inmuebles particulares resultó de 265 de las cuales se encontraban ocupadas por residentes habituales fueron 226.
Evolución de la población total, 1986-2014